# Konjunktivitis
Konjunktivitis je upala očne spojnice (sluznice koja spaja unutrašnju površinu vjeđe i očnu jabučicu), najčešće uzrokovan alergijskom reakcijom ili živim organizmima (bakterija ili virus). 

## Varijante
Blefarokonjunktivitis je kombinacija konjunktivitisa i blefaritisa (upale vjeđe).
Keratokonjunktivitis je kombinacija konjunktivitisa i keratitisa (upale rožnice).
Episkleritis je upalno stanje koje sliči na konjunktivitis, ali nema iscjetka niti pojačanog suzenja.

## Epidemiologija i uzroci
Tri najčešća oblika konjunktivitisa su: bakterijski, virusni i alergijski.
Ostali uzroci su toplinske i ultraljubičaste opekline, kemikalije, otrovi, kontaktne leće, strana tijela, nedostatak vitamina, suho oko, suho oko zbog nedovoljnog prianjanja vjeđa, epitelna displazija (prekancerozna promjena), i neka stanja nepoznatog uzroka kao što su npr. sarkoidoza.

### Alergijski konjunktivitis
Češće se javlja kod osoba koji imaju neku od alergijskih bolesti. Simptomi se javljaju vezano uz sezonu alergena (npr. pelud). Alergiju mogu uzrokovati neke tvari kao što su kozmetika, parfemi, proteinske naslage na lećama ili razni lijekovi. Bolest obično zahvaća oba oka i obično je praćena natečenim vjeđama.
Procjenjuje se da alergijski konjuktivitis zahvaća 20% generalne populacije. Dugoročna i opetovana pojava akutnog konjuktivitisa može dovesti do oslabljene funkcije oka.

### Kemijski konjunktivitis
Ako je konjunktivitis izazvan visokom temperaturom, otrovima i kemikalijama, oko je potrebno oprezno isprati fiziološkom otopinom, poglavito ispod kapaka, a može zahtijevati i lokalnu primjenu kortikosteroida. Akutna kemijska oštećenja spadaju u hitna stanja u medicini, pogotovo opekline lužinama, koje mogu voditi opsežnom ožiljkavanju i oštećenju unutrašnjosti oka. Na sreću, takve ozljede su rijetkost.

### Iritacijski toksični, termalni i kemijski konjunktivitis
Mogu ga uzrokovati, primjerice, opeklina plamenom, nadražljivi plinovi, prirodni toksini i brojne kemikalije.

## Simptomi
Crvenilo, otečenost (kemoza) i suzenje (epifora) očiju su simptomi zajednički svim oblicima konjunktivitisa.
Akutni alergijski konjunktivitis je tipično praćen svrbežom, što ponekad može biti vrlo neugodno, i često je praćeno oticanjem vjeđa. Kronične alergije često uzrokuju samo svrbež ili iritaciju.
Virusni konjunktivitis je često povezan s infekcijom gornjeg respiratornog trakta, običnom prehladom ili/i upalom grla. Simptomi virusnog konjunktisa uključuju vodenasto suzenje i ponekad svrbež. Infekcija obično počinje na jednom oku, ali se može lako proširiti i na drugo.
Bakterijski konjunktivitis uzrokovan bakterijama gnojenja uzrokuje osjećaj žuljanja u oku i sivožućkasti sluzavo-gnojni iscjedak("krmelji") koji mogu sljepljivati vjeđe, pogotovo ujutro nakon spavanja. Drugi simptom koji može biti uzrokovan bakterijskim konjunktivitisom je stvaranje čvrste kore na zahvaćenom oku i okolnoj koži. Suprotno uvriježenom mišljenju, iscjedak nije najvažniji za dijagnozu. Mnoge druge bakterije (npr. Chlamydia, Moraxella) mogu uzrokovati neeksudativni, ali veoma uporan oblik konjunktivitisa bez jačeg crvenila i iscjetka. Žuljanje i/ili osjećaj svrbeža su ponekad takvi da pacijent vjeruje kako ima strano tijelo u oku. Akutnije gnojne infekcije mogu biti bolne. Poput virusnog konjunktivitisa, obično zahvaćaju samo jedno oko, ali se jednako lako mogu proširiti na drugo. Razdoblje latencije (tj. vrijeme od infekcije do pojave prvih smetnji) tri je dana.
Iritacijski ili toksični konjunktivitis je bolan ili/i neugodan kad zahvaćeno oko gleda jako prema dolje ili gore. Obično nema iscjetka ili svrbeža. Ovo je jedini oblik konjunktivitisa koji može biti popraćen snažnom boli.
Inkluzijski konjunktivitis novorođenčadi može biti uzrokovan bakterijom Chlamydia trachomatis, i tad se radi o akutnom gnojnom konjunktivitisu.  Obično prolazi i bez liječenja.

## Diferencijalna dijagnoza
Znakovi i simptomi konjunktivitisa su relativno nespecifični. Čak i nakon biomikroskopskog pregleda su za otkrivanje etiologije često potrebne laboratorijske pretrage.
Gnojni (bijelo-žuti, žuti ili žuto-smeđi) iscjedak govori u prilog bakterijskoj infekciji, osim ako iz anamneze ne saznajemo o izloženosti toksinima. Ako je iscjedak osobito gust i obilan treba posumnjati na infekciju s Neisseria gonorrhoeae.
Svrbež i potreba za trljanjem očiju je glavni simptom alergijskog konjunktivitisa. Važni podaci iz povijesti bolesti su ekcem ili astma.
Difuzni, manje „injiciran“ konjunktivitis (izgleda više rozo nego crveno) govori u prilog virusnom uzročniku, naročito ako se na biomikroskopiji konjunktive donje vjeđe uočavaju brojni folikuli.
Stvaranje ožiljaka na vjeđama upućuje na trahom, naročito ako se radi o endemskim područjima, ako je ožiljkavanje linearno (von Arlitova linije), ili ako postoji vaskularizacija rožnice.
Klinički testovi za dokazivanje lagoftalmusa, suhog oka (Schirmer test) i nestabilnog suznog filma mogu pomoći pri razlučivanju različitih oblika crvenog oka.
Ostali simptomi, uključujući bol, zamućen vid i fotofobiju, u konjunktivitisu ne bi trebali biti jako izraženi. Povremeno zamućenje je uobičajeno, zbog suzenja i sluzavog iscjetka. Uobičajena je blaga fotofobija. Ako je bilo koji od ovih simptoma vodeći, važno je isključiti druge bolesti, kao glaukom, uveitis, keratitis pa čak i meningitis ili karotidokavernoznu fistulu. 
Često za vrijeme konjunktivitisa ujutro postoje poteškoće s otvaranjem očiju, a to se događa zbog sasušene sluzi na vjeđama. Obično se nakon dugog spavanja na oku nakupi obilje sluzi.

## Laboratorijska ispitivanja
Laboratorijska ispitivanja se rade vrlo često, jer se konjunktivitis u većini slučajeva liječi empirijski. Na kraju krajeva liječenje je uspješno, ali često tek nakon isprobavanja cijelog niza mogućnosti. 
Bris je svakako potreban ako anamneza i fizikalni pregled ukazuju na bakterijski konjunktivitis, ali bez učinka lokalne terapije antibioticima. Studije pokazuju da se standardnim metodama kultivacije često ne uspiju izolirati bakterije uzročnici slabijeg konjunktivitisa, pa su uobičajeni negativni rezultati. Kultura virusa je prikladno napraviti u slučaju konjunktivitisa epidemijskih razmjera. Bris konjunktive za citološku analizu može biti koristan za detekciju infekcije klamidijom i gljivicama, te alergije i displazije. No, zbog cijene i premalog iskustva laboratorijskog osoblja s očnim patogenima takav bris se rijetko radi. Incizijska biopsija konjunktive se rade povremeno, kod sumnje na granulomatozne bolesti (npr. sarkoidoza) ili displaziju.

## Liječenje i praćenje
Konjunktivitis ponekad zahtijeva medicinsku pomoć. Vrsta liječenja ovisi o uzroku bolesti. Za alergijske tipove, polijevanje hladne vode po licu dok je glava nagnuta naprijed izazvat će kontrakciju kapilara. Umjetne suze mogu ublažiti tegobe u blažim slučajevima. Kod težih slučajeva mogu se propisati nesteroidni protuupalni lijekovi i antihistaminici. U nekim slučajevima trajnog alergijskog konjunktivitisa potrebno je lokalno primijeniti kapi korikosteroida.

### Bakterijski konjunktivitis
Bakterijski konjunktivitis naješće je uzrokovan piogenim bakterijama kao što su stafilokoki ili streptokoki s bolesnikove kože ili iz respiratorne flore.  Ponekad može biti uzrokovan i bakterijama koje su prenesne dodirom (kukci, djeca ili čak i šminka i losioni za lice.
Bakterijski konjunktivitis se obično povuče bez liječenja. No, liječenje antibiotskim kapima ili mastima (kao kloramfenikol ili fusidična kiselina) svakako ubrzava oporavak. U SAD-u se obično koriste Gentamicin i Vigamox (moxifloxacin). Dokazi govore o umjerenom skraćenju trajanja bolesti s prosječnih 4.625 dana (kontrolna skupina, bez terapije) na 3.3 dana kod pacijenata kojima je odmah dan antibiotik. U slučaju naknadne primjene antibiotika, trajanje bolesti je gotovo jednako kao kad je antibiotik odmah dan (3.9 dana), ali s upola manjom stopom vraćanja simptoma u razdoblju od dva tjedna.

### Virusni konjunktivitis
Iako ne postoji specifična terapija za virusni konjunktivitis, simptome se može ublažiti toplim oblozima i umjetnim suzama. Za najteže slučajeve može se propisati topičke kortikosteroide za smanjenje nelagode izazvane upalom.  Međutim, dugotrajna upotreba kortikosteroida povećava rizik od nuspojava.  Antibiotske kapi se mogu koristiti za prateće bakterijske infekcije. Pacijentima se savjetuju da izbjegavaju dodirivanje očiju i dijeljenje ručnika. Virusni konjunktivitis se obično povuče kroz tri tjedna. Međutim, u najtežim slučajevima može trajati i dulje od mjesec dana. U posljednje vrijeme majčino mlijeko se često koristi za ublaživanje simptoma konjunktivitisa.